# Vauciennes (Oise)
Pour les articles homonymes, voir Vauciennes.
Vauciennes est une commune française située dans le département de l'Oise, en région Hauts-de-France.

## Géographie
| Vez                       | Vez              | Largny-sur-Automne (Aisne) |
| Vaumoise Coyolles (Aisne) |                  | Coyolles (Aisne)           |
| Coyolles (Aisne)          | Coyolles (Aisne) | Coyolles (Aisne)           |

La commune comporte deux hameaux, le Plessis-au-Bois au sud et Chavres  au sud-ouest, ce dernier formant une enclave dans une partie de la forêt de Retz représentant elle-même une quasi-exclave de la commune de Coyolles, reliée toutefois par une bande d'une trentaine de mètres de large à son territoire central. Vauciennes possède par ailleurs une seconde exclave au sein de Coyolles, localisée à peu de distance au sud de son chef-lieu. On peut aussi citer la ferme du Cuvret située au sud-sud-ouest de la commune.
Le village de Vauciennes se situe en deux parties : le haut est un lotissement construit à l'époque où il y avait une sucrerie. Le bas se trouve dans la vallée de l'Automne, c'est dans cette partie du village (plus ancienne) que se situe l'église Saint-Léger de Vauciennes (église gothique primitif du XIIIe siècle).
La commune se trouve à 13 minutes en voiture de Crépy-en-Valois, 7 minutes de Villers-Cotterêts, 11 minutes de Betz, 15 minutes de la Ferté-Milon, 17 minutes de Nanteuil-le-Haudouin, 20 minutes de Soissons, de Pierrefonds et du Plessis-Belleville, 25 minutes d'Ermenonville, 30 minutes de Compiègne, Béthisy-Saint-Pierre, Senlis, Meaux et de l'Aéroport Paris-Charles de Gaulle , 40 minutes de Creil, Laon et du Parc Astérix, 50 minutes de Chantilly, Noyon, Chauny et Saint-Denis, 1 heure de Paris, Melun, Créteil, Reims, Pontoise, Saint-Quentin et Beauvais, 1h 30 d'Amiens, 2h de Douai, Lille, Troyes et Rouen, 2h30 de Calais et du Havre, 3h de Bruxelles, Caen et Metz, 3h30 de Nancy, Anvers, Dijon et Luxembourg.

### Hydrographie

#### Réseau hydrographique
La commune est située dans le bassin Seine-Normandie. Elle est drainée par l'Automne et le cours d'eau 01 de la commune de Russy-Bemont,,.
L'Automne, d'une longueur de 34 km, prend sa source dans la commune de Villers-Cotterêts et se jette  dans l'Oise (rive gauche) à Longueil-Sainte-Marie, après avoir traversé 19 communes. Les caractéristiques hydrologiques de l'Automne sont données par la station hydrologique située sur la commune. Le débit moyen mensuel est de 0,198 m3/s. Le débit moyen journalier maximum est de 2,17 m3/s, atteint lors de la crue du 7 juillet 2001. Le débit instantané maximal est quant à lui de 3 m3/s, atteint le même jour.

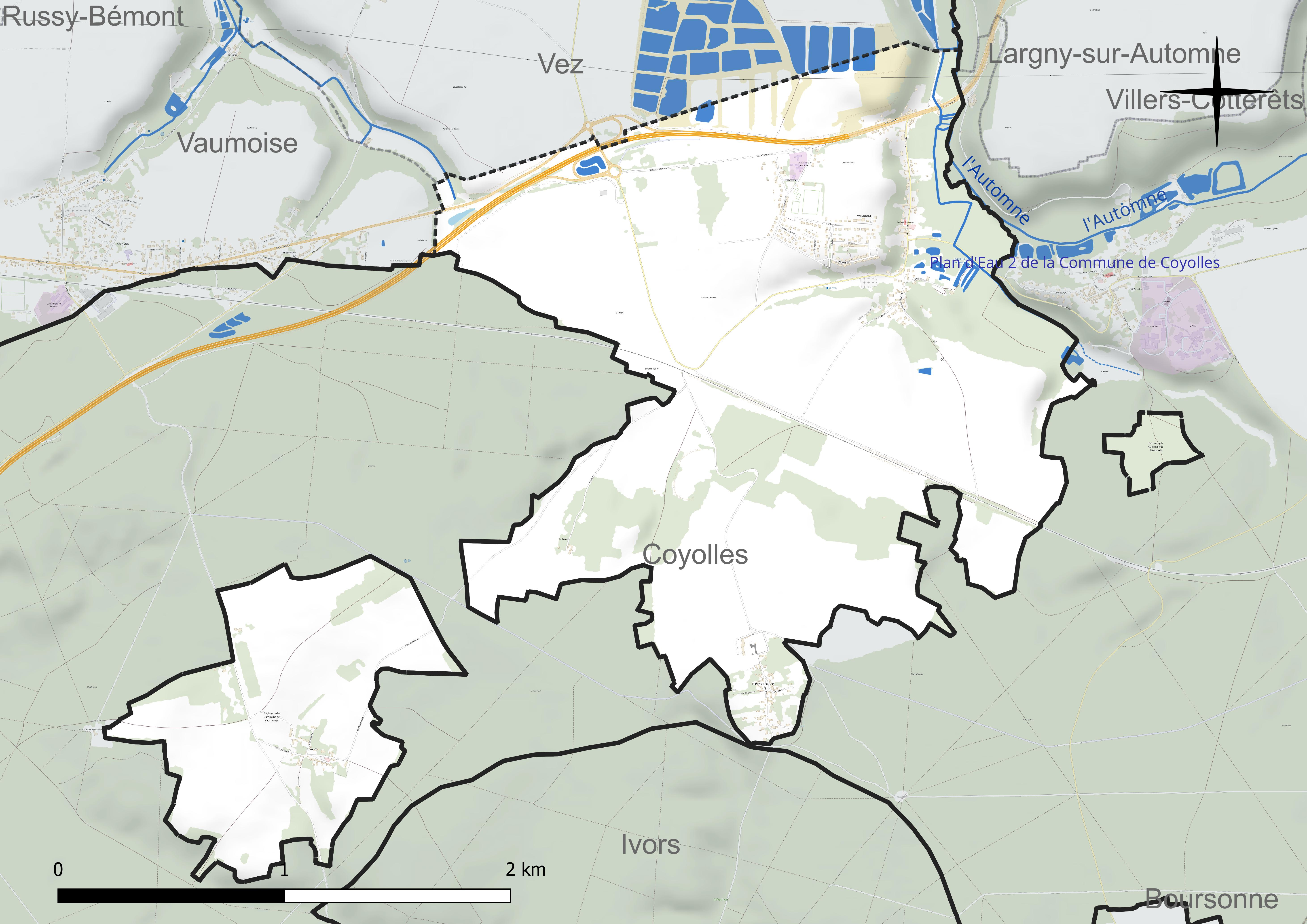
Réseau hydrographique de Vauciennes.

#### Gestion et qualité des eaux
Le territoire communal est couvert par le schéma d'aménagement et de gestion des eaux (SAGE) « Sensée ». Ce document de planification concerne un territoire de 287 km2 de superficie, délimité par le bassin versant de l'Automne. Le périmètre a été arrêté le 28 mai 1996 et le SAGE proprement dit a été approuvé le 16 décembre 2003 puis révisé le 10 mars 2016. La structure porteuse de l'élaboration et de la mise en œuvre est le syndicat d'aménagement et de gestion des eaux du Bassin Automne (S.A.G.E.B.A).
La qualité des cours d'eau peut être consultée sur un site dédié géré par les agences de l'eau et l'Agence française pour la biodiversité.

### Climat
Pour des articles plus généraux, voir Climat des Hauts-de-France et Climat de l'Oise.
En 2010, le climat de la commune est de type climat océanique dégradé des plaines du Centre et du Nord, selon une étude du CNRS s'appuyant sur une série de données couvrant la période 1971-2000. En 2020, Météo-France publie une typologie des climats de la France métropolitaine dans laquelle la commune est exposée à un climat océanique altéré et est dans la région climatique  Nord-est du bassin Parisien, caractérisée par un ensoleillement médiocre, une pluviométrie moyenne régulièrement répartie au cours de l'année et un hiver froid (3 °C).
Pour la période 1971-2000, la température annuelle moyenne est de 10,8 °C, avec une amplitude thermique annuelle de 15,1 °C. Le cumul annuel moyen de précipitations est de 712 mm, avec 11,5 jours de précipitations en janvier et 8,8 jours en juillet. Pour la période 1991-2020, la température moyenne annuelle observée sur la station météorologique la plus proche, située sur la commune du Plessis-Belleville à 25 km à vol d'oiseau, est de 11,4 °C et le cumul annuel moyen de précipitations est de 661,7 mm,. Pour l'avenir, les paramètres climatiques de la commune estimés pour 2050 selon différents scénarios d'émission de gaz à effet de serre sont consultables sur un site dédié publié par Météo-France en novembre 2022.

## Urbanisme

### Typologie
Au 1er janvier 2024, Vauciennes est catégorisée commune rurale à habitat dispersé, selon la nouvelle grille communale de densité à sept niveaux définie par l'Insee en 2022.
Elle est située hors unité urbaine. Par ailleurs la commune fait partie de l'aire d'attraction de Paris, dont elle est une commune de la couronne,. Cette aire regroupe 1 929 communes,.

### Occupation des sols
L'occupation des sols de la commune, telle qu'elle ressort de la base de données européenne d'occupation biophysique des sols Corine Land Cover (CLC), est marquée par l'importance des territoires agricoles (66,1 % en 2018), une proportion sensiblement équivalente à celle de 1990 (66,4 %). La répartition détaillée en 2018 est la suivante : 
terres arables (66,1 %), forêts (20,6 %), zones industrielles ou commerciales et réseaux de communication (5,7 %), zones urbanisées (4,6 %), eaux continentales (3 %). L'évolution de l'occupation des sols de la commune et de ses infrastructures peut être observée sur les différentes représentations cartographiques du territoire : la carte de Cassini (XVIIIe siècle), la carte d'état-major (1820-1866) et les cartes ou photos aériennes de l'IGN pour la période actuelle (1950 à aujourd'hui).

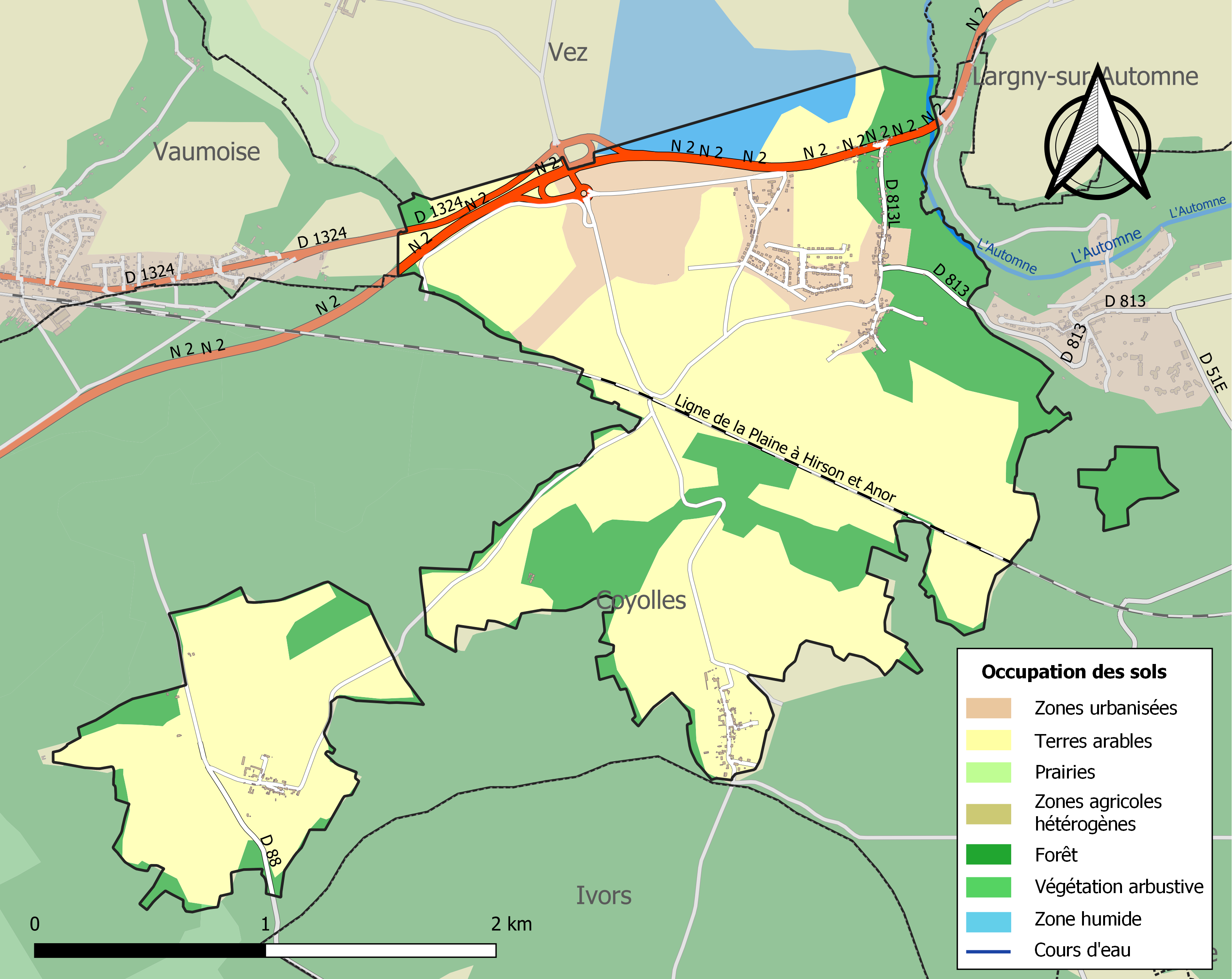
Carte des infrastructures et de l'occupation des sols de la commune en 2018 (CLC).

### Voies de communication et transports
La commune est desservie, en 2023, par la ligne 6445 du réseau interurbain de l'Oise.

## Toponymie
Pour Vauciennes : Vulceniae, Wolceniae, Velcianas, Volceniae (1205), Weuciennes (1207), Woulcieines (1258), Vauciannes (1277), Voulcienne, Voucies, Valcienne, Vautienne, Vouciennes, Vaulciennes, Vaucienne (1836).
Pour Châvres : Capriae, Chaures, Choavres.

## Histoire
En 1652, durant la Fronde, le village est pillé par les troupes du prince de Condé.
La sucrerie de Vauciennes est fondée en 1858. Au cours de son existence, cette usine a comporté une sucrerie, une raffinerie, une distillerie et une râperie. Elle est bâtie en 1858 sous la raison sociale Petitfils et Cie, équipée d'une machine à vapeur et d'une fabrique de noir animal. Elle est jusque dans les années 1958, une coopérative agricole avec l'installation de nouvelles machines automatiques. De modifications juridiques en rachats, l'usine a fermé le dernier jour de la campagne : le 31 décembre 1999. En 2001, c'est tout le site qui est rasé, changeant totalement le paysage. Cette disparition brutale a marqué tous les esprits notamment celui des ouvriers qui travaillaient depuis longtemps et vivaient dans les maisons ouvrières bâties vers 1920.
Durant la Première Guerre mondiale, Georges Guynemer et son escadrille, la MS 3, ont été basés durant un certain temps à Vauciennes ou il remporta le 19 juillet 1915 son premier combat aérien.

## Politique et administration

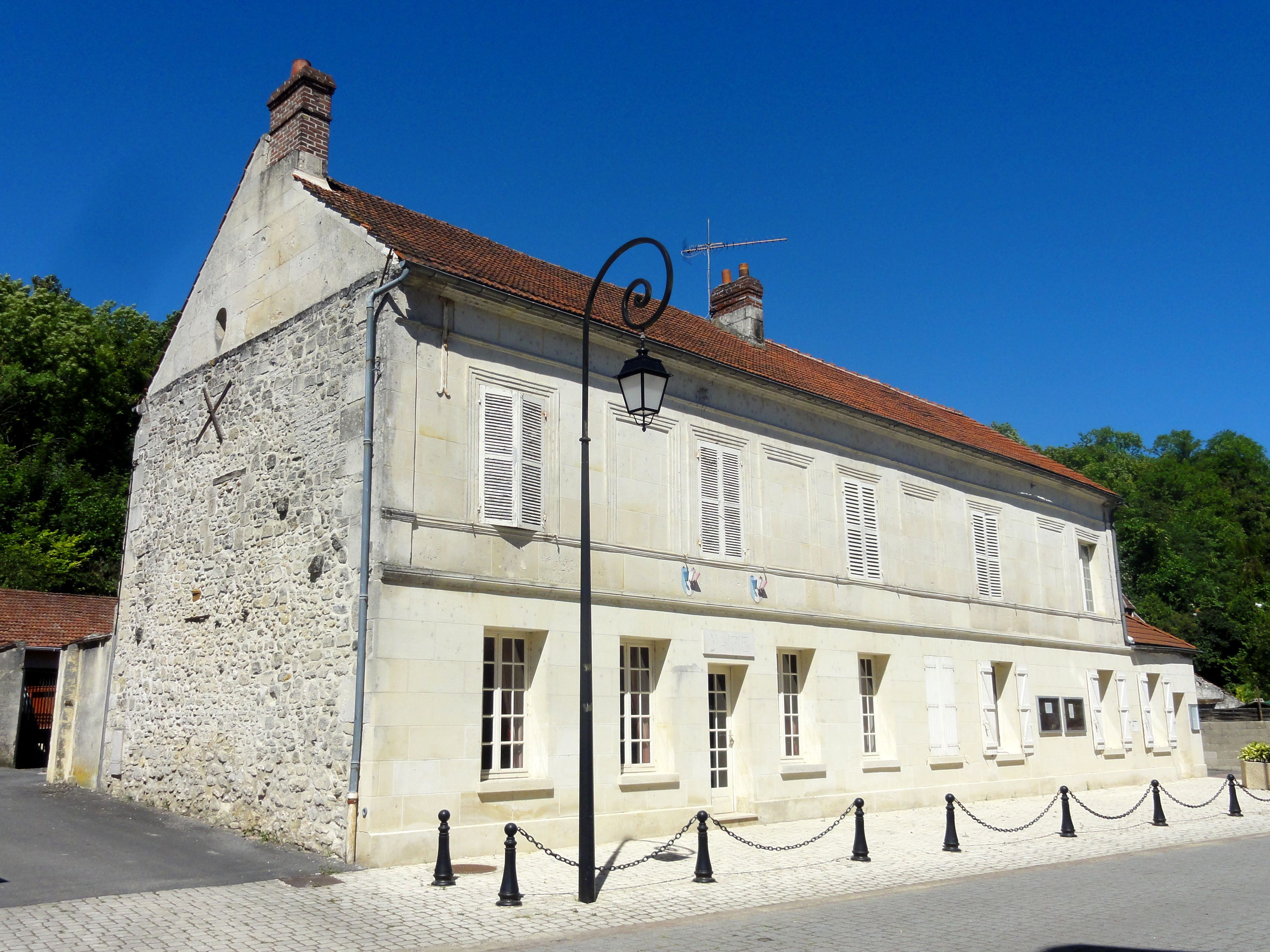
La mairie, rue de l'Église.

| Période                                  | Période                       | Identité           | Étiquette | Qualité                                |
| ---------------------------------------- | ----------------------------- | ------------------ | --------- | -------------------------------------- |
| Les données manquantes sont à compléter. |                               |                    |           |                                        |
| avant 1988                               | ?                             | Georges de Cornois |           |                                        |
| mars 2001                                | En cours (au 23 octobre 2014) | Roger Mora         |           | Employé Réélu pour le mandat 2014-2020 |

## Population et société

### Démographie

#### Évolution démographique
L'évolution du nombre d'habitants est connue à travers les recensements de la population effectués dans la commune depuis 1793. Pour les communes de moins de 10 000 habitants, une enquête de recensement portant sur toute la population est réalisée tous les cinq ans, les populations de référence des années intermédiaires étant quant à elles estimées par interpolation ou extrapolation. Pour la commune, le premier recensement exhaustif entrant dans le cadre du nouveau dispositif a été réalisé en 2006.

En 2022, la commune comptait 700 habitants, en évolution de +2,49 % par rapport à 2016 (Oise : +0,87 %, France hors Mayotte : +2,11 %).
| 1793 | 1800 | 1806 | 1821 | 1831 | 1836 | 1841 | 1846 | 1851 |
| ---- | ---- | ---- | ---- | ---- | ---- | ---- | ---- | ---- |
| 402  | 402  | 438  | 409  | 496  | 477  | 481  | 484  | 464  |

| 1856 | 1861 | 1866 | 1872 | 1876 | 1881 | 1886 | 1891 | 1896 |
| ---- | ---- | ---- | ---- | ---- | ---- | ---- | ---- | ---- |
| 434  | 564  | 629  | 566  | 649  | 630  | 610  | 615  | 600  |

| 1901 | 1906 | 1911 | 1921 | 1926 | 1931 | 1936 | 1946 | 1954 |
| ---- | ---- | ---- | ---- | ---- | ---- | ---- | ---- | ---- |
| 622  | 733  | 712  | 685  | 802  | 856  | 837  | 753  | 812  |

| 1962 | 1968 | 1975 | 1982 | 1990 | 1999 | 2006 | 2011 | 2016 |
| ---- | ---- | ---- | ---- | ---- | ---- | ---- | ---- | ---- |
| 737  | 717  | 710  | 813  | 763  | 661  | 581  | 674  | 683  |

| 2021 | 2022 | - | - | - | - | - | - | - |
| ---- | ---- | - | - | - | - | - | - | - |
| 697  | 700  | - | - | - | - | - | - | - |

#### Pyramide des âges
La population de la commune est relativement jeune.
En 2018, le taux de personnes d'un âge inférieur à 30 ans s'élève à 34,6 %, soit en dessous de la moyenne départementale (37,3 %). À l'inverse, le taux de personnes d'âge supérieur à 60 ans est de 23,9 % la même année, alors qu'il est de 22,8 % au niveau départemental.
En 2018, la commune comptait 358 hommes pour 332 femmes, soit un taux de 51,88 % d'hommes, largement supérieur au taux départemental (48,89 %).
Les pyramides des âges de la commune et du département s'établissent comme suit.
| Hommes | Classe d’âge | Femmes |
| ------ | ------------ | ------ |
| 0,3    | 90 ou +      | 0,6    |
| 6,2    | 75-89 ans    | 7,3    |
| 15,2   | 60-74 ans    | 18,5   |
| 19,7   | 45-59 ans    | 17,3   |
| 21,8   | 30-44 ans    | 24,4   |
| 11,0   | 15-29 ans    | 13,4   |
| 25,8   | 0-14 ans     | 18,6   |

| Hommes | Classe d’âge | Femmes |
| ------ | ------------ | ------ |
| 0,5    | 90 ou +      | 1,4    |
| 5,5    | 75-89 ans    | 7,6    |
| 15,6   | 60-74 ans    | 16,3   |
| 20,8   | 45-59 ans    | 20     |
| 19,4   | 30-44 ans    | 19,4   |
| 17,6   | 15-29 ans    | 16,2   |
| 20,6   | 0-14 ans     | 19,1   |

## Lieux et monuments

### Monuments historiques

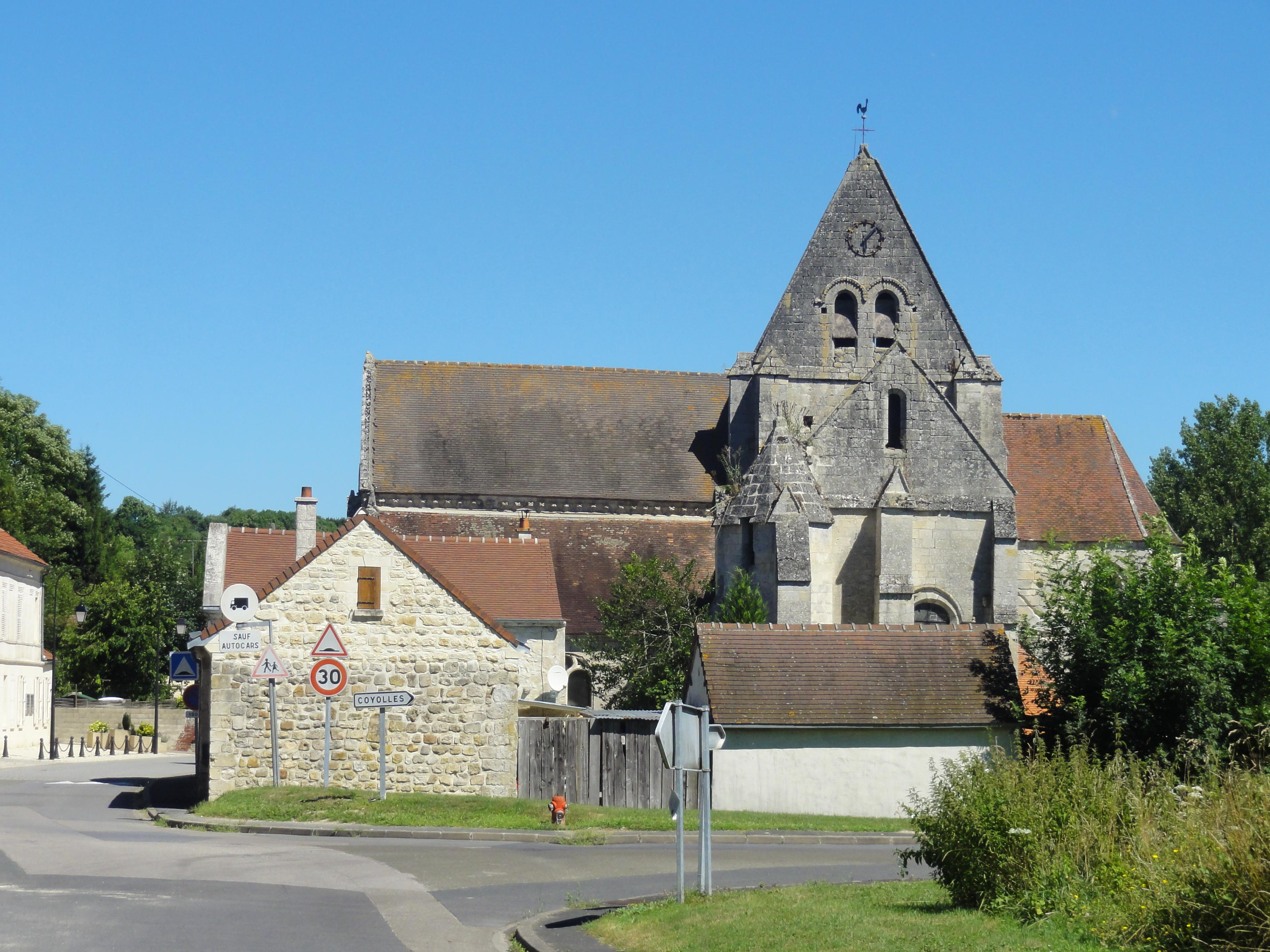
Église Saint-Léger, élévation sud.

Vauciennes compte trois monuments historiques sur son territoire :
- Église Saint-Léger (inscrite monument historique par arrêté du 23 février 1951[32]) : elle a été édifiée entre la fin du XIIe siècle et le second quart du XIIIe siècle, quand fut bâtie la nef. Le style gothique primitif règne partout, sauf dans les bas-côtés, qui ne datent que de 1628. L'église est de dimensions modestes et présente, en quelque sorte, le plan minimal pour une église gothique complète : nef de trois travées accompagnée de bas-côtés, transept et un court chœur avec une abside à cinq pans. La façade occidentale avec sa grande rosace qui a perdu son remplage et son portail à la quintuple archivolte ; les chapiteaux de la nef avec leur sculpture naturaliste ; et l'abside avec ses hautes et étroites baies encadrées par les colonnettes à chapiteaux des ogives et formerets, font preuve du soin qui pouvait être apporté aux petites églises rurales de la région. Cependant, l'église Saint-Léger a très tôt été pénalisée par le sol marécageux du village, qui a fait renoncer à l'édification de deux chapelles orientées et d'un clocher proprement dit, et nécessité plusieurs reprises. L'humidité a fini par ronger la sculpture de la plupart des chapiteaux, et si le sol a été refait, les fondations baignent toujours dans l'eau[33].

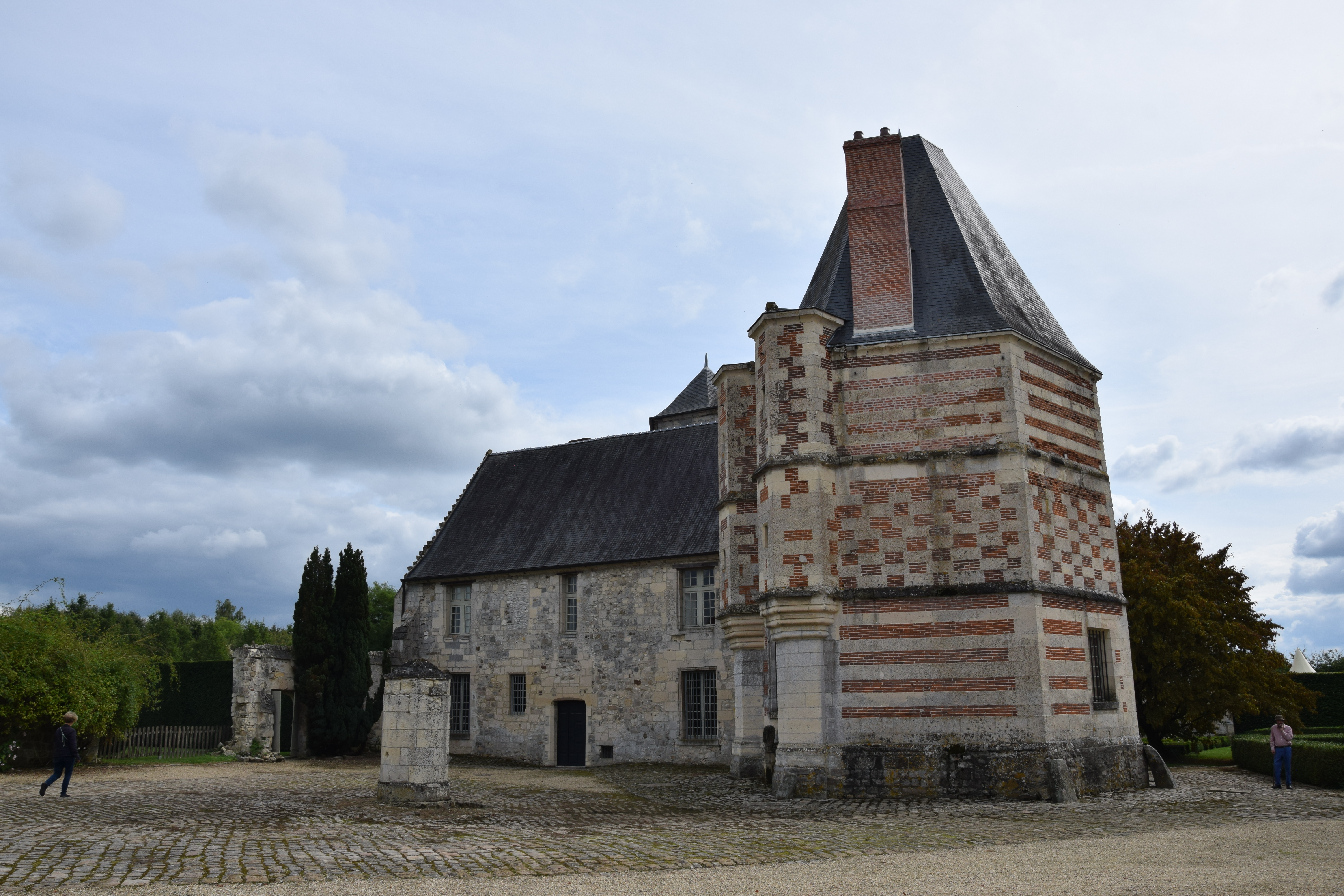
Manoir du Plessis-aux-Bois.

- Manoir du Plessis-aux-Bois (inscrit monument historique par arrêté du 8 novembre 1999, y compris le pavillon d'entrée, les murs de clôture et le colombier[34]).
- Église Sainte-Geneviève de Chavres (inscrite monument historique par arrêté du 23 février 1951[35])[36].